# جمهورية البندقية

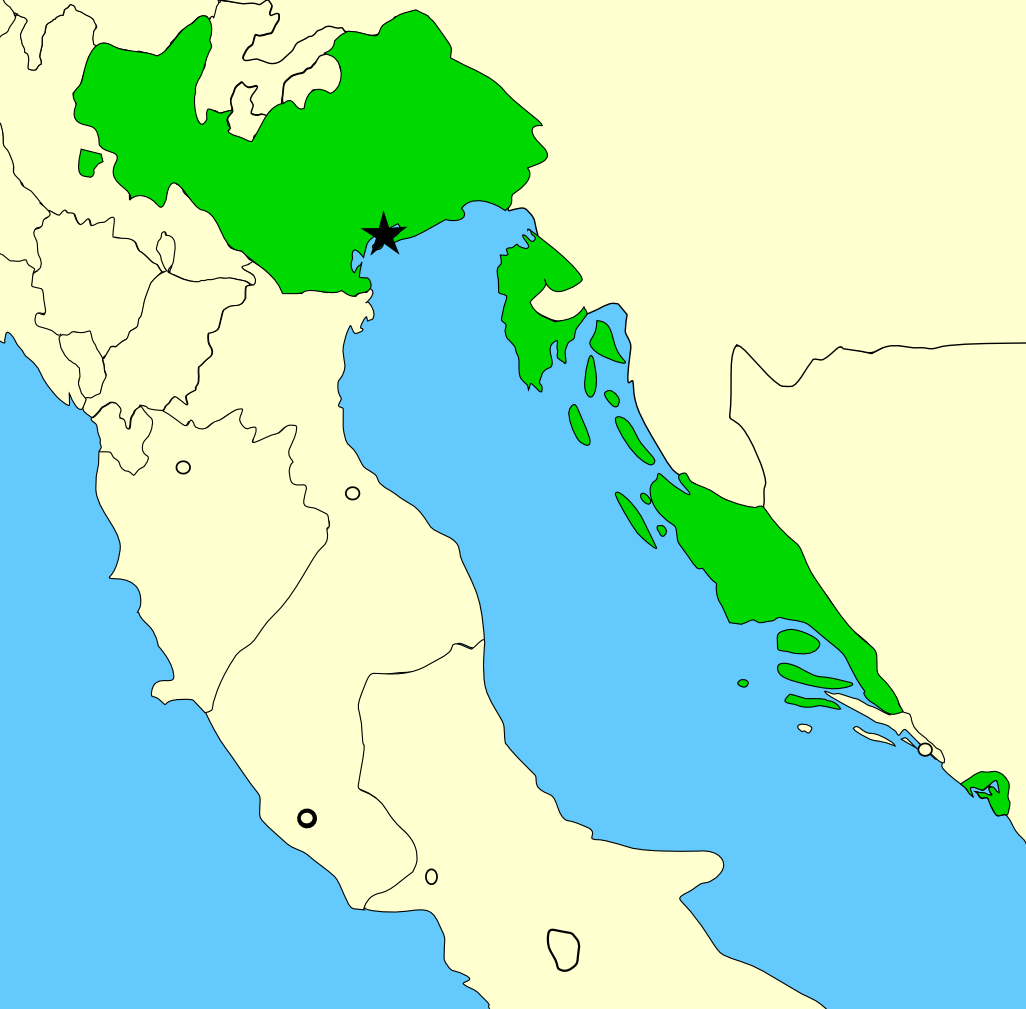
جمهورية البندقية سنة 1796

جمهورية البندقية (بالإيطالية: Repubblica di Venezia، بالفينيشية:  Repùblica de Venesia)‏ دولة وُجدت لما يزيد عن الألف عام من أواخر القرن السابع حتى سنة 1797. ضمت معظم أنحاء شمال شرق إيطاليا، وسواحل وجزر البحر الأدرياتي وتوسعت حتى شرق البحر الأبيض المتوسط، كانت عاصمتها مدينة البندقية. وكانت القوة الاقتصادية والتجارية الأوروبية الرائدة خلال العصور الوسطى وعصر النهضة.
في حوالي العام 1000 ميلادية بدأت البندقية توسعها في البحر الأدرياتيكي وهزمت القراصنة الذين احتلوا ساحل استريا ودالماسيا من خلال فرض سيطرتها على المنطقة ومدينتها الرئيسية.
في بداية القرن الثالث عشر وصلت المدينة ذروة قوتها حيث سيطرت على الحركة التجارية مع الشرق في البحر الأبيض المتوسط. كانت الحملة الصليبية الرابعة (1202-1204) حاسمة في سيطرة أسطولها على الجزر والمدن الساحلية ذات الأهمية التجارية للإمبراطورية البيزنطية مثل مدينة زارا الساحلية والتي سَيطرو عليها بَعدَ حصار زارا. منحها الاستيلاء على موانئ هامة مثل كورفو (1207) وكريت (1209) تجارة امتدت إلى الشرق وصولاً إلى سوريا ومصر، وهي النقاط النهائية للطرق التجارية. في نهاية القرن الرابع عشر، كانت البندقية إحدى أغنى الدول في أوروبا.
كانت البندقية كثيرة العداء للبرتغاليين المستعمرين الذين أرادوا كشف طريق التجارة للهند لكي يقضوا على طرق تجارة المماليك والبندقية وليحتلوا مناطق إسلامية، ولكن البندقية وسلطنة المماليك تحالفوا ضد البرتغاليين إلا أنهم انهزموا في معركة ديو .
ومن المحن والمشاكل التي واجهت البندقية، تهديد التوسع العثماني لهيمنة البندقية في شرق البحر الأبيض المتوسط في القرون اللاحقة وذلك على الرغم من انتصار البندقية الكبير في معركة ليبانتو البحرية عام 1571 ضد الأسطول العثماني ضمن أسطول العصبة المقدسة (1571).
توسعت جمهورية البندقية الأصفى في البر الرئيسي، لتصبح أكبر الجمهوريات البحرية وأقوى الدول في شمال إيطاليا حتى 1797، عندما غزا نابليون بحيرة البندقية واحتل المدينة. بعد سقوط الجمهورية الألبية، أصبحت البندقية مستقلة مرة أخرى ولكنها تراجعت إلى دولة مدينة صغيرة. أصدر المجلس الأعلى للمدينة مرسوماً بحل العديد من المنظمات التي تدير الجمهورية واضطر لتنصيب دوق هابسبورغي على رأس المدينة. سقطت البندقية أخيرًا في العام 1848 عندما ضمها الجنرال رادتزكي إلى مملكة لومبارديا فينيشيا التي سيطرت عليها النمسا وكانت عاصمتها ميلان. تم حل السلطة الأخيرة في البندقية -السنيورية الأصفى - وظلت البندقية تحت حكم النمسا حتى عام 1866 عندما ضمت فينيتو إلى مملكة إيطاليا.

## الاسم
عُرفت جمهورية البندقية رسميًا باسم جمهورية البندقية الجليلة، ويُشار إليها عادة باسم لا سيرينيسيما، دلالة على اللقب الذي حملته باعتبارها إحدى الجمهوريات الجليلة –الجمهوريات التي تتمتع بسيادة مستقلة.

## تاريخ
خلال القرن الخامس، دُمر شمال شرق إيطاليا إثر الغزوات البربرية الجرمانية. انتقل عدد كبير من السكان إلى البحيرات الشاطئية الساحلية بحثًا عن مكانٍ آمن للعيش فيه. وهناك، أسس هؤلاء مجموعة من المجتمعات التي استوطنت البحيرات الشاطئية، وامتدت مساكنها على مسافة قدرها 130 كيلومتر، من كيودجا في الجنوب إلى غرادو في الشمال، واتحدت تلك المجتمعات مع بعضها لتدافع عن نفسها ضد اللومبارديين والهون بعدما ضعفت قوة الإمبراطورية الرومانية الغربية (البيزنطية) في شمال إيطاليا.
خضعت تلك المجتمعات لسلطة الإمبراطورية البيزنطية.
في فترة ما خلال العقود الأولى للقرن الثامن، انتخب سكان البندقية، والتي كانت مقاطعة بيزنطية، أول قائدٍ لهم، وهو أورسو إباتو، فقبلت به القسطنطينية ومنحته لقبي هِباتوس (تُعادل لقب قنصل اللاتيني) ودوكس (بمعنى زعيم، وأصبحت لاحقًا تُستخدم بمعنى دوق). كان أورسو أول دوقٍ للبندقية. لكن التقاليد، والتي وُثقت أول مرة في أوائل القرن الحادي عشر، تقول أن أول دوق للبندقية هو باولو لوتشو أنافيستو، ونُصّب دوقًا عام 697، لكن تاريخ هذه القصة يعود لفترة تلت وقائع جيوفاني دياكونو. على أي حال، كان مركز الدوقات الأوائل في إراكليا.

## معرض صور

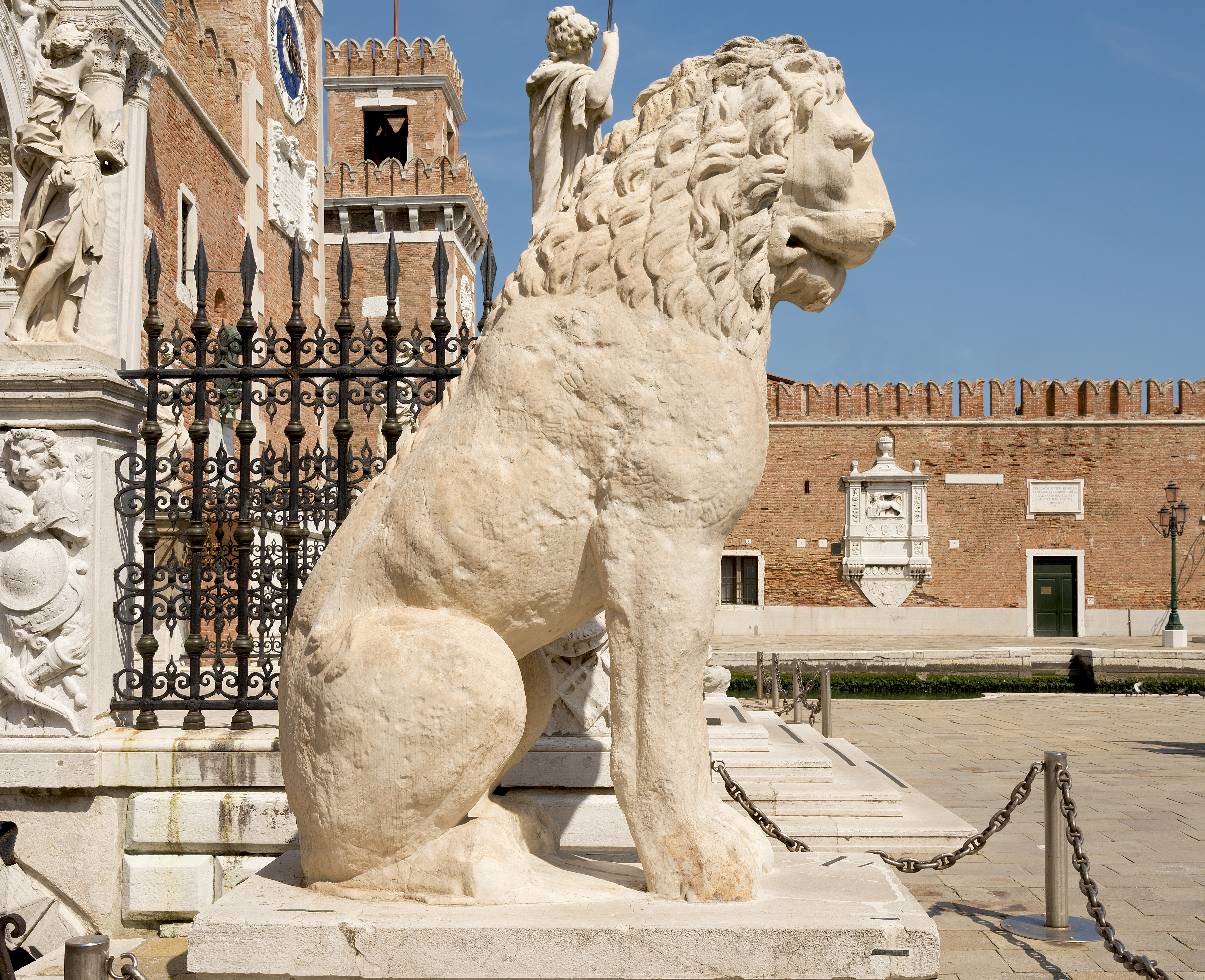
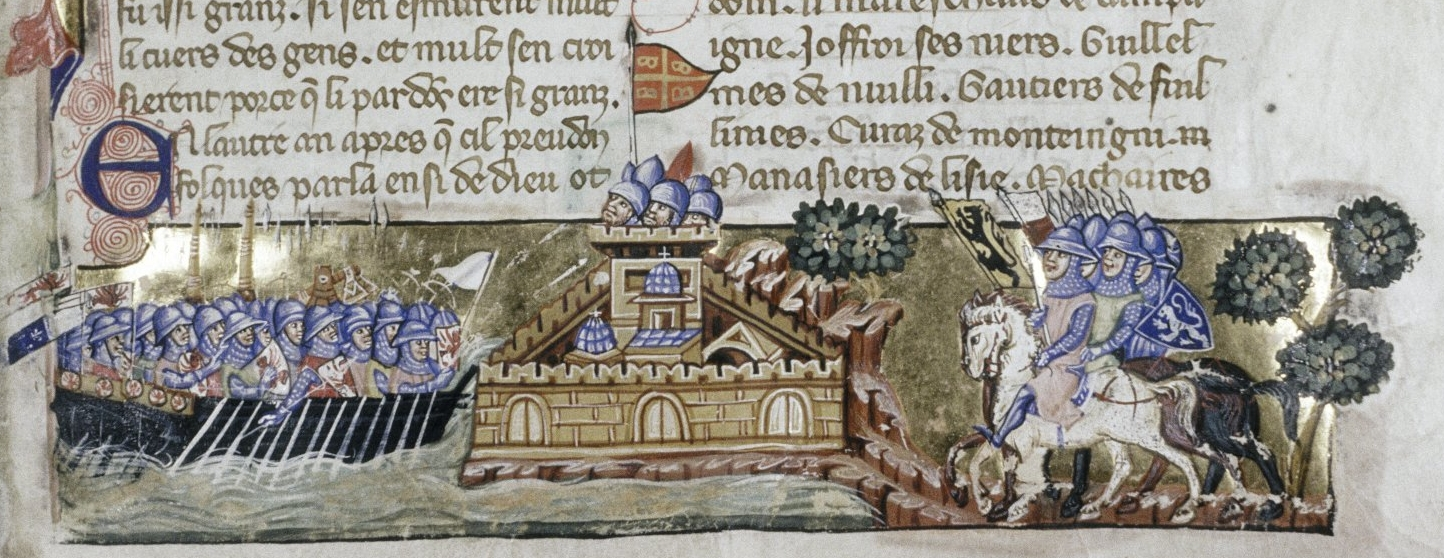
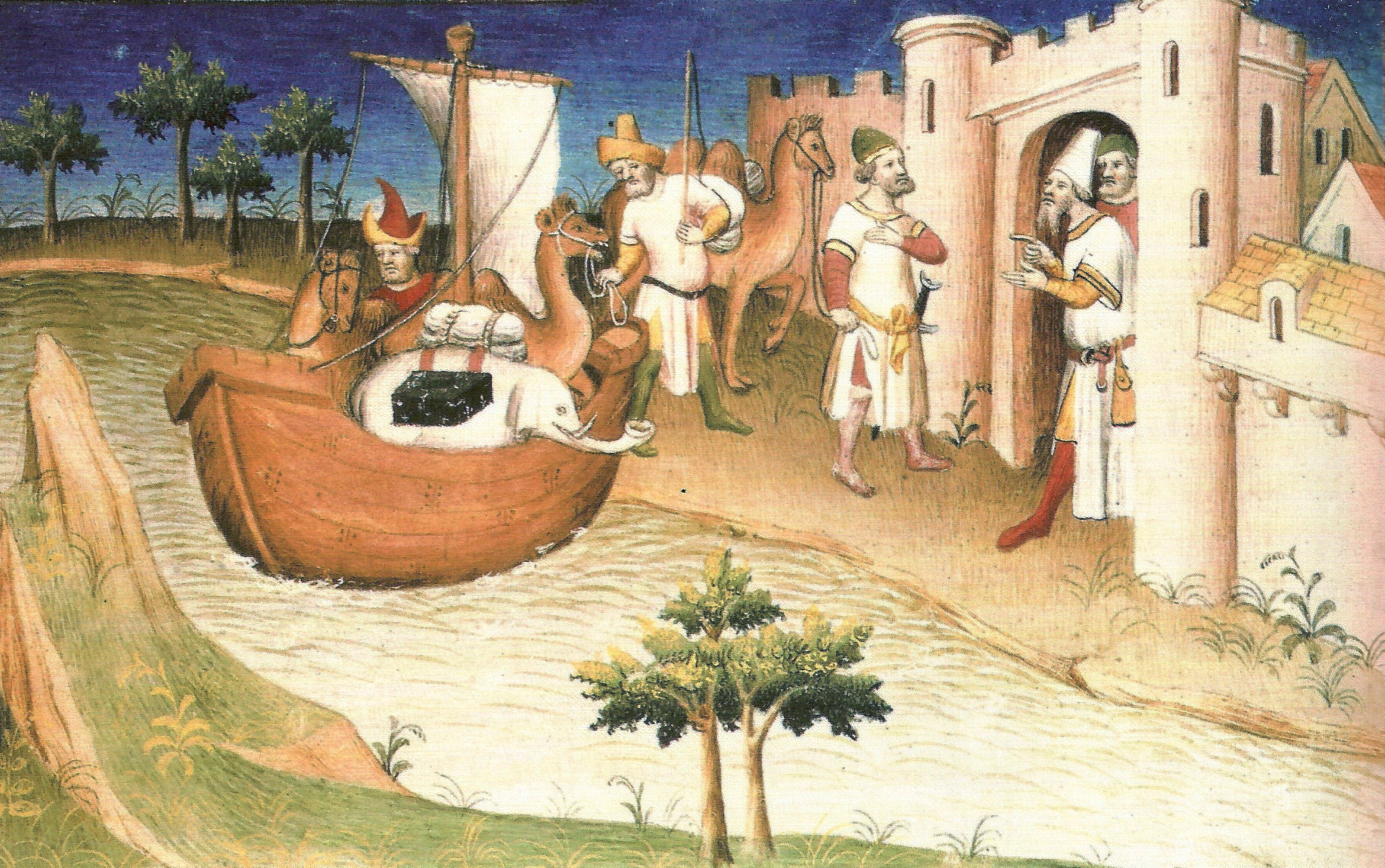
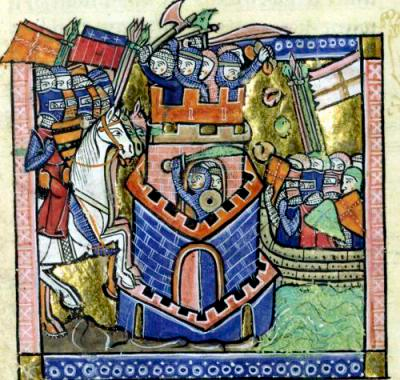